# Heinrich Pössenbacher
Heinrich Anton Josef Pössenbacher (* 3. Mai 1877 in München; † 10. August 1959) war ein führender deutscher Möbelfabrikant.

## Leben
Der Sohn des Hofschreiners und Hofmöbelfabrikanten Anton Pössenbacher besuchte die Technische Hochschule München und trat dann in das Unternehmen seines Vaters ein. „Bei einem Aufenthalt in England, der Pössenbachers Möbelstil nachhaltig beeinflusste, lernte er den Architekten John Archibald Campbell (1878–1947) kennen und bewegte ihn, 1901 als Entwerfer nach München zu kommen. 1902 erfolgte ein Umzug in neue, reich von Campbell ausgestattete Verkaufsräume an der Ecke Brienner Straße / Wittelsbacher Platz.“
Im selben Jahr übernahm Heinrich Pössenbacher von seinem Vater dessen Fabrik für Luxusmöbel, die er 1927 vergrößerte, indem er eine Maschinenhalle und eine neue Werkstätte errichtete. Unter seiner Leitung führten die Pössenbacher Werkstätten repräsentative Aufträge aus, darunter Ausstattungen für die Dampfer Milwaukee (1928) und Europa (1929) der Reederei Hapag Lloyd.
Im Rheinland geknüpfte Kontakte führten zur Ausführung von Innenausstattungen des Grandhotels Petersberg bei Königswinter (1914 und 1922) – und 1920 zu seiner zweiten Ehe mit Emilie Mülhens, einer Tochter des Hotelbesitzers und Kölner Unternehmers Ferdinand Mülhens. Die wirtschaftlichen Schwierigkeiten in der Zeit nach dem Ersten Weltkrieg führten 1925 zur Aufgabe der Verkaufsräume im Haus Brienner Straße 55.
1933 wurde ein neuer Laden im Haus Odeonsplatz 2 in München eröffnet. An öffentlichen und privaten Aufträgen erhielten die Pössenbacher Werkstätten nach ihrer Beteiligung an der Deutschen Siedlungsausstellung (München 1934), bevorzugt Aufträge von den nationalsozialistischen Machthabern: Neuen Reichskanzlei (1935–1937), Umbau des Stadttheaters Nürnberg und Luftgaukommando München (1935), Verwaltungsbau der NSDAP in München, Haus Wachenfeld bei Berchtesgaden, Kurhaus Baden-Baden, Einrichtung des Hauses von Walther Darré in Berlin, Haus der Reichsärztekammer in Berlin, Landsitz Carinhall (1937), Weltausstellung Paris 1937, Amtsräume für Karl Fiehler und Karl Tempel im Neuen Rathaus München."
In der Geschäftsleitung wurde Heinrich Pössenbacher sukzessive durch seine Söhne vertreten: Otto (* 1907) im kaufmännischen Bereich und Fritz (* 1906) in künstlerischen Belangen. 1935 ließ sich Heinrich Pössenbacher ein stilvolles Landhaus in Berg am Starnberger See nach eigenen Plänen bauen.
Es waren nicht die direkten Zerstörungen des Zweiten Weltkriegs, die zum Ende des Traditionsunternehmens führten. Obwohl Teile der Fabrikanlagen und das ganze Holzlager durch Bomben zerstört worden waren, wurde alles vollständig wiederaufgebaut. Aber der Wegfall wichtiger Märkte im Bereich von Luxusausstattungen, die fortschreitende Serienfabrikation und die Vermehrung der Handwerksbetriebe ließ die Gewinne schmelzen, so dass Heinrich Pössenbacher und seine beteiligten Söhne Fritz und Otto 1951 den Verkauf des Komplexes Jahnstraße 45 an die Elektrotechnische Fabrik Alois Zettler GmbH beschlossen.

## Trivia
In erster Ehe war Pössenbacher seit 1904 mit Frieda geb. Heilmann (1883–1977) verheiratet, einer Tochter des Münchener Bauunternehmers Jakob Heilmann. Diese Ehe wurde vor 1920 geschieden.

## Ehrungen
- 1930 Gedenkmedaille in Gold der Danner-Stiftung für hervorragende Leistungen in der Kunstschreinerei